# Chivilcoy (município)
Chivilcoy é um partido da província  de Buenos Aires, na Argentina.  Possuía, de acordo com estimativa de 2019, 68.062 habitantes.

## Localidades
- Chivilcoy: 52 938  habitantes
- Emilio Ayarza: 129 habitantes
- Gorostiaga: 386 habitantes
- La Rica: 157 habitantes
- Moquehua: 2 223  habitantes
- Ramon Biaus: 223 habitantes
- San Sebastian: 153 habitantes
- Benitez
- Henry Bell
- Indacochea
- Palemon Huergo